# Pelidnota chalcothorax
Pelidnota chalcothorax är en skalbaggsart som beskrevs av Perty 1834. Pelidnota chalcothorax ingår i släktet Pelidnota och familjen Rutelidae. Utöver nominatformen finns också underarten P. c. septentrionalis.